# Ernst Westerlund
Ernst Theodor Georgsson Westerlund (Kemiö, 18 de março de 1893 — Helsinque, 13 de outubro de 1961) foi um velejador finlandês, medalhista olímpico. Ele competiu nos Jogos Olímpicos de Verão de 1952 na classe 6 Metre e conquistou a medalha de bronze na disputa a bordo do Ralia com Ragnar Jansson, Jonas Konto, Rolf Turkka e Paul Sjöberg. Ele foi membro do Helsingfors Segelsällskap durante toda a sua vida adulta e fez parte do conselho do clube por 15 anos.